# Ivan Filipović (nogometaš)
Ivan Filipović (Slavonski Brod, 13. studenoga 1994.) hrvatski je nogometni vratar koji trenutačno igra za Dinamo Zagreb.

## Klupska karijera

### Graničar Županja
Za Graničar je debitirao kao 16-godišnjak 7. svibnja 2011. u utakmici 3. HNL – Istok protiv Koprivnice koja je poražena 2:0. Za Graničar je do kraja sezone odigrao sveukupno šest utakmica.

### Cibalia
U ljeto 2011. prešao je u vinkovačku Cibaliju za koju je ponajprije igrao kao junior. Za prvu momčad Cibalije debitirao je 18. kolovoza 2013. u utakmici 2. HNL protiv Dugopolja od kojeg je Cibalia izgubila 3:0.

### Lokomotiva Zagreb
Filipović je s klupskim suigračem Jakovom Puljićem prešao u redove Lokomotive Zagreb u lipnju 2015. Za Lokomotivu Zagreb ostvario je debi 21. kolovoza u 1. HNL protiv zaprešićkog Intera od kojeg je Lokomotiva Zagreb izgubila 0:1.

### Sesvete (posudba)
U sezoni 2017./18. bio je posuđen Sesvetama iz 2. HNL.

### Slaven Belupo
Dana 29. lipnja 2018. potpisao je ugovor sa Slaven Belupom na dvije godinu uz opciju produljenja ugovora na još jednu godinu. U klub je došao kao slobodan igrač. Klupski debi ostvario je 25. rujna u utakmici Hrvatskog nogometnog kupa protiv Kurilovca koji je eliminiran rezultatom 0:2. U 1. HNL debitirao je 5. studenoga u utakmici bez golova protiv zaprešićkog Intera.

### Paris FC
Pri isteku ugovora sa Slaven Belupom, Filipović je tijekom ljeta 2021. potpisao trogodišnji ugovor s francuskim drugoligaškim klubom Paris FC. Za novi klub debitirao je 28. kolovoza u ligaškoj utakmici protiv kluba  Quevilly-Rouen Métropole koja je završila s minimalnom pobjedom Parisa od 0:1.

### Dinamo Zagreb
Besplatno je prešao u Dinamo Zagreb 1. srpnja 2024. Debitirao je 11. veljače 2025. u utakmici Hrvatskog nogometnog kupa u kojoj je Bjelovar ispao s 2:3.

### Šibenik (posudba)
U veljači 2025. posuđen je Šibeniku do kraja sezone. Debitirao je 23. veljače u utakmici HNL-a protiv Gorice koja je pobijedila s 1:0.

## Vanjske poveznice
- Profil, Transfermarkt